# ガスパル・ファン・デン・フーケ
ガスパル・ファン・デン・フーケ（Gaspar van den Hoecke、名前はCaspar、Jasparとも、1585年ころ生まれ、1648年以降に没）はフランドルの画家。17世紀のフランドルで多く描かれた、「Kabinetstuk (英語:cabinet picture)」と呼ばれる比較的小型のサイズの作品を描いた。より有名な画家、ヤン・ファン・デン・フーケ(1611-1651)とロベルト・ファン・デン・フーケ(1622-1668)の父親である。

## 略歴
1595年にアントウェルペンの画家、ユリアーン・テニールス(Juliaan Teniers: 1616–1679)の弟子になる前のことは知られていない。1609年にアントウェルペンの聖ルカ組合の親方になった 。1941年まで活動の記録がある。Margriet van Leemputteという女性と結婚し、ヤン・ファン・デン・フーケを含む4人の子供が生まれたが、1621年に妻が産褥で亡くなった。その後、Margriet Mussonと再婚し、ロベルト・ファン・デン・フーケを含む3人の子供が生まれた。
フランス・フランケン2世(Frans Francken de Jongere: 1581-1642)の影響を受けたスタイルで聖書の物語や神話を題材に「Kabinetstuk」を描き人気のある画家になった。その後当時の画家に影響を与えたピーテル・パウル・ルーベンスやカラヴァッジョ派の画家たちの影響もうけた作品を描いた 。
息子たちと静物画も描いた。
有名な弟子には、後にフランスで宮廷画家になったユストゥス・ファン・エフモント(Justus van Egmont: 1601-1674)がいる。

## 作品

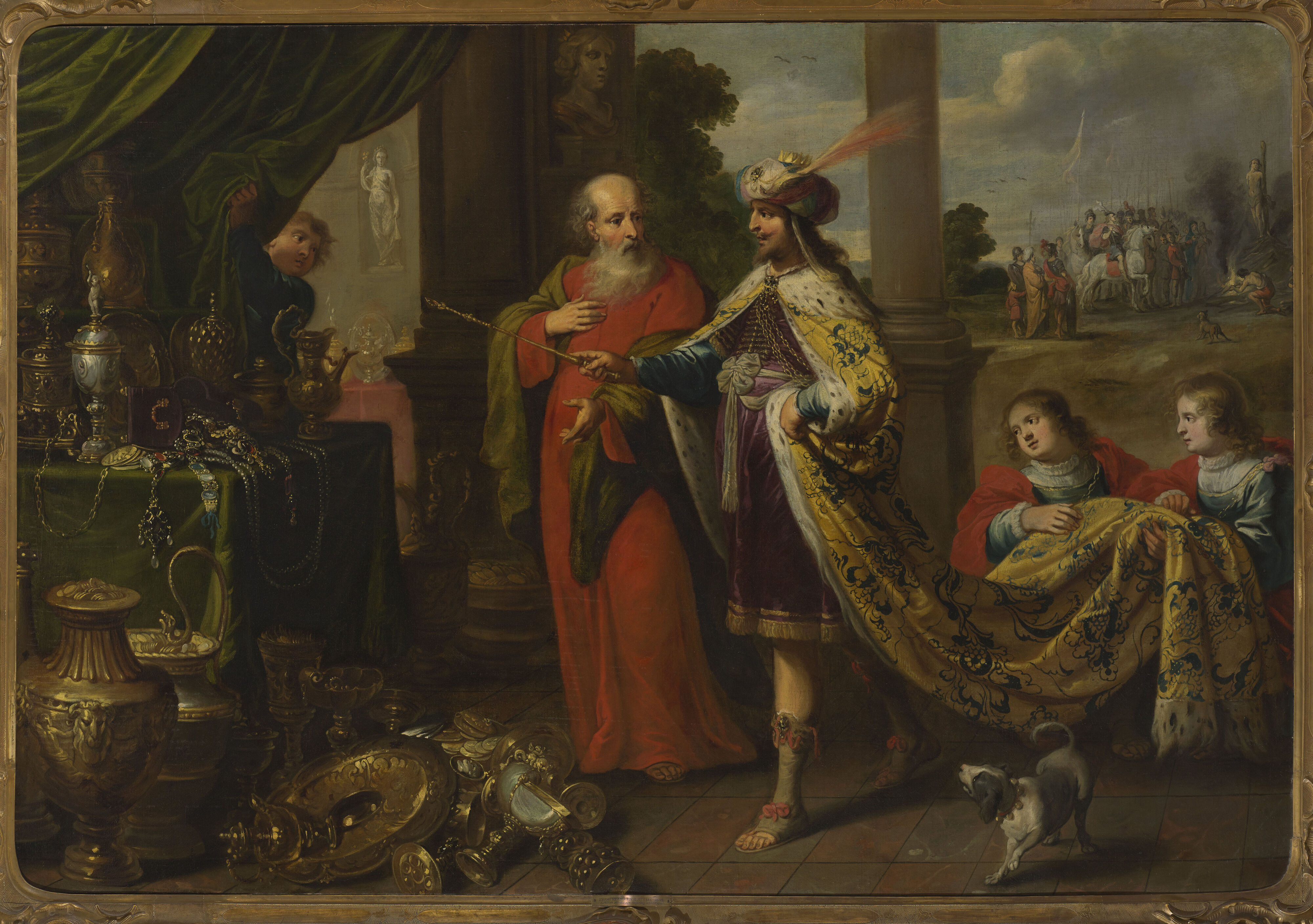
ソロンに富を見せるクロイソス ワルシャワ国立美術館蔵
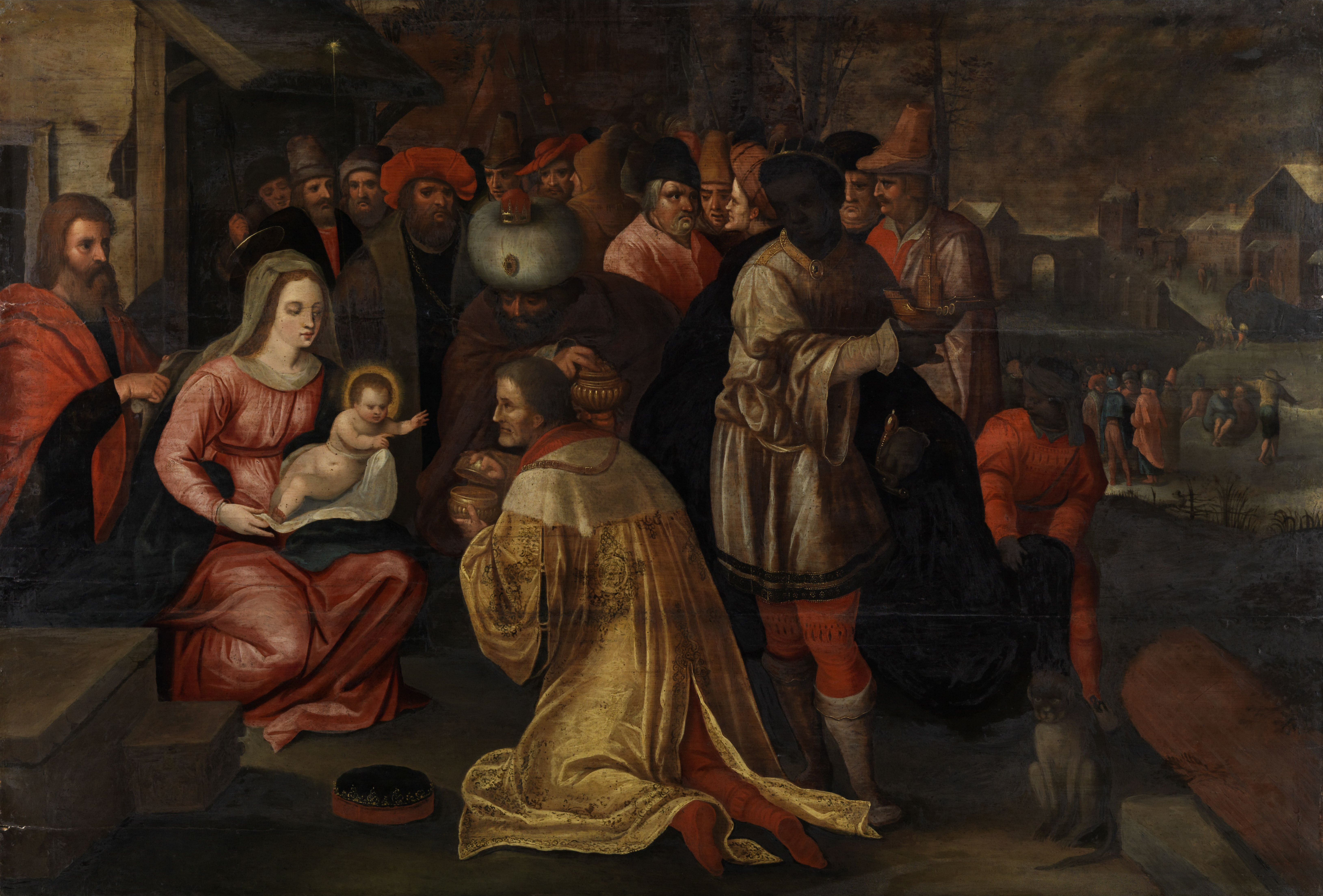
東方三博士の礼拝（フランス・フランケン2世の作ともされる）
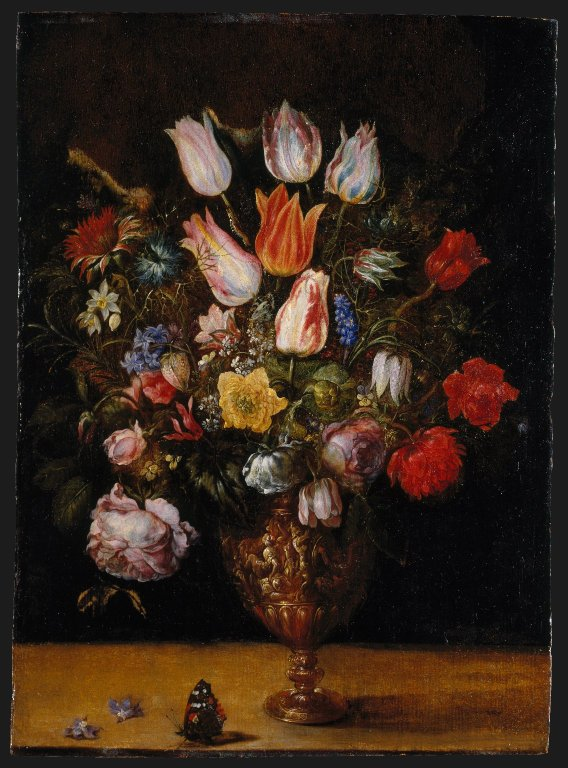
花瓶の花